# Devex
Devex est un site web et une plateforme basée aux États-Unis visant les personnes travaillant dans le secteur de l'aide au développement.

## Historique
Devex a été fondé en 2000 par Raj Kumar lorsqu'il était étudiant à la John F. Kennedy School of Government de l'université Harvard,.
À l'origine, Devex signifiait Development Executive Group. Le groupe employait 65 personnes en 2007.
Le site web www.devex.com a été lancé en 2008.

## Services fournis
Devex propose une variété de services, gratuits et payants. Parmi les services gratuits, le site offre des newsletters et des articles, qui seraient utilisés par un million de personnes en 2024 selon les propres déclaration de l'entreprise,,.
Les services payants incluent Devex Pro, un abonnement pour des informations et des analyses approfondies sur les enjeux du développement mondial, et Devex Pro Funding, qui donne accès à des opportunités de financement pour les ONG et les entreprises. De plus, Devex maintien une plateforme avec des offres d'emploi où les utilisateurs peuvent trouver des offres d'emploi dans les secteurs du développement et de l'humanitaire à travers le monde,,,.